# Harleya
Harleya là một chi thực vật có hoa trong họ Cúc (Asteraceae).

## Loài
Chi Harleya gồm các loài: